# Ubijstvo na Zjdanovskoj
Ubijstvo na Zjdanovskoj (russisk: Убийство на «Ждановской») er en russisk spillefilm fra 1992 af Sulambek Mamilov.

## Medvirkende
- Ivan Bortnik som Gleb Jarin
- Vadim Zakhartjenko som Andropov
- Boris Novikov som Mitrich
- Vladimir Ivasjov som Viktor Vasilievitj
- Viktor Anisimov